# Mohamed Mkaser
Mohamed Mkaser (arabul: محمد المكشر; Szúsza, 1975. május 25. –) tunéziai válogatott labdarúgó.

## Pályafutása

### Klubcsapatban
1995 és 2002 között az Étoile du Sahel csapatában játszott, melynek tagjaként 1997-ben bajnoki címet szerzett. 2002 és 2006 között a Club Africain játékosa volt.

### A válogatottban
1996 és 2004 között 17 alkalommal szerepelt a tunéziai válogatottban. Részt vett az 1996. évi nyári olimpiai játékokon, az 1998-as afrikai nemzetek kupáján, illetve a 2002-es világbajnokságon, ahol az Oroszország elleni csoportmérkőzésen kezdőként lépett pályára. A Belgium  és a Japán elleni találkozón nem kapott lehetőséget.

## Sikerei, díjai
Étoile du Sahel
- Tunéziai bajnok (1): 1996–97
- Kupagyőztesek Afrika-kupája győztes (1): 1997
- CAF-szuperkupa győztes (1): 1998
- CAF-kupa győztes (1): 1999

## Külső hivatkozások
- Mohamed Mkaser adatlapja a National-Football-Teams.com oldalon (angolul)

- Mohamed Mkaser (angol nyelven). FootballDatabase.eu
- Mohamed Mkaser (német nyelven). kicker.de
- Mohamed Mkaser adatlapja a worldfootball.net oldalon (angolul)
- Mohamed Mkaser profilja az Olympedia oldalán (angolul)